# Шашков, Никита Геннадьевич
Никита Геннадьевич Шашков (род. 26 марта 1999, Новокузнецк, Кемеровская область) — российский хоккеист, нападающий хоккейного клуба Автомобилист.

## Биография
Его Дед Вениамин Попов в 1960—1970-х годах играл за новокузнецкий «Металлург». Шашков до 12 лет занимался в школе «Металлурга», в сезоне 2011/12 переехал в Новосибирск и стал заниматься в структуре «Сибири». С сезона 2015/16 стал играть в Молодёжной хоккейной лиге в команде «Сибирские снайперы», в 2017 году стал лучшим снайпером команды, в 61 матче забросив 33 шайбы и сделав 21 передачу. 16 сентября 2018 года дебютировал в КХЛ, сыграв в домашнем матче с «Торпедо» (2:3).
Бронзовый призёр юниорского чемпионата мира 2017 года. Бронзовый призёр молодёжного чемпионата мира 2019 года.
2 декабря 2024 года «Сибирь» объявила об обмене Шашкова в «Автомобилист», взамен клуб получил денежную компенсацию.